# Кіззмекія Корбетт
Кіззмекія «Кіззі» Шанта Корбетт (англ. Kizzmekia «Kizzy» Shanta Corbett, 26 січня 1986) — американська вірусолог-імунолог. З червня 2021 року вона є доцентом кафедри імунології та інфекційних хвороб Гарвардської школи громадської охорони здоров'я імені Т. Чана та асистентом професора Шутцера в Інституті Редкліффа при Гарвардському університеті.
Кіззмекія Корбетт розпочала працювати в Гарварді після 6 років роботи в Центрі дослідження вакцин (VRC) при Національному інституті алергії та інфекційних захворювань Національного інституту охорони здоров'я (NIAID NIH), який базується в Бетесді у штаті Меріленд. У 2014 році вона отримала ступінь доктора філософії з мікробіології та імунології в Університеті Північної Кароліни в Чапел-Гілл.
Перейшовши на роботу у Центр дослідження вакцин у 2014 році, Корбетт була науковим співробітником групи COVID-19 центру, який займався дослідженнями вакцин проти COVID-19. У лютому 2021 року Корбетт була виділена у списку «Time100 Next» у категорії «Новатори» з профілем, написаним Ентоні Фаучі.

## Ранні роки й освіта
Кіззмекія Корбетт народилася в Гардл-Міллс у Північній Кароліні 26 січня 1986 року в родині Ронди Брукс. Вона виросла в Гіллсборо в Північній Кароліні, де у неї була велика сім'я зведених братів і сестер, а також прийомних братів і сестер. Вона відвідувала початкову школу Оук-Лейн у Роксборо, та середню школу «AL Stanback» у Гіллсборо. Її вчитель четвертого класу, Міртіс Бредшер, пригадує, як визнав талант Корбетт у ранньому дитинстві та заохочував матір Кіззі віддати її до класів для поглибленого навчання. Бредшер в інтерв'ю «The Washington Post» у 2020 році сказав: «Я завжди думав, що вона колись щось зробить. Вона розставила крапки над i та закреслила t. Це найкраще за 30 років мого викладання».
У 2004 році Кіззмекія Корбетт закінчила середню школу Оріндж в Гіллсборо. У 2008 році Корбетт отримала ступінь бакалавра біологічних наук і соціології в Університеті Меріленда в окрузі Балтимор, будучи студентом Програми Меєргофа. Корбетт належить до когорти нещодавніх випускників Університету Меріленда (також включаючи Кейтлін Седтлер), які піднялися на провідне місце в біомедицині під час пандемії COVID-19. У 2014 році Корбетт отримала ступінь доктора філософії з мікробіології та імунології в Університеті Північної Кароліни в Чапел-Гілл. Для своєї докторської роботи Корбетт працювала на Шрі-Ланці над вивченням ролі людських антитіл у патогенезі гарячки денге.

## Кар'єра
Навчаючись у середній школі, Корбетт зрозуміла, що хоче продовжити наукову кар'єру, і в рамках спонсорованої Американським хімічним товариством програми під назвою «Project SEED» провела свої літні канікули, працюючи в дослідницьких лабораторіях, одна з яких була в «Kenan Labs UNC» з хіміком-органіком Джеймсом Моркіном. У 2005 році вона проходила літнє стажування в Університеті Стоні-Брук у лабораторії Глорії Вібуд, де вивчала патогенез Yersinia pseudotuberculosis. З 2006 по 2007 рік вона працювала лаборантом у лабораторії Сьюзан Дорсі в Школі медсестер Університету Меріленда.
Після отримання ступеня бакалавра з 2006 по 2009 рік Корбетт була викладачем біологічних наук у Національному інституті охорони здоров'я (NIH), де працювала разом із доктором Барні Гремом. У Національному інституті охорони здоров'я Корбетт працював над патогенезом хвороби, спричиненої респіраторно-синцитіальним вірусом, а також над проєектом, зосередженим на розвитку інноваційної платформи вакцин. З 2009 по 2014 рік Корбетт вивчала реакцію людських антитіл на вірус денге у дітей Шрі-Ланки під керівництвом Аравінди де Сільви в Університеті Північної Кароліни в Чапел-Гілл. Вона вивчала, як люди виробляють антитіла у відповідь на гарячку денге, і як генетика вірусу гарячки денге впливає на тяжкість захворювання. З квітня по травень 2014 року в рамках дослідження для дисертації Корбетт працювала запрошеним науковцем у Науково-дослідному інституті «Genetech» у Коломбо на Шрі-Ланці.
У жовтні 2014 року Корбетт стала науковим співробітником, працюючи вірусним імунологом у Національному інституті охорони здоров'я. Її дослідження були спрямовані на розкриття механізмів патогенезу вірусних захворювань та імунітету хазяїна. Вона особливо зосереджувалася на розробці нових вакцин проти коронавірусів. Її ранні дослідження розглядали розробку антигенів вакцин проти тяжкого гострого респіраторного синдрому (SARS) і близькосхідного респіраторного синдрому (MERS). Протягом цього часу вона визначила простий спосіб створення білків шиповидних відростків коронавірусу, які стабілізовані в конформації, що робить їх більш імуногенними та технологічними, у співпраці з ученими з Дослідницького інституту Скріппса та Дартмутського коледжу.
У грудні 2021 року мер Бостона Мішель Ву призначила Корбетт до консультативного комітету Бостона з питань COVID-19.

### Розробка вакцини проти COVID-19
На початку пандемії COVID-19 Корбетт розпочала працювати над вакциною для захисту людей від коронавірусної хвороби. Визначивши, що вірус COVID-19 схожий на коронавірус тяжкого гострого респіраторного синдрому, команда Корбетта використала попередні знання про оптимальні білки коронавірусу для боротьби з COVID-19. S-білки утворюють «корону» на поверхні коронавірусів і мають вирішальне значення для залучення рецепторів клітин-господарів та ініціації злиття мембран при коронавірусній хворобі. Це робить їх особливо вразливою мішенню для профілактики та лікування коронавірусу. Ґрунтуючись на своїх попередніх дослідженнях, команда Корбетт у співпраці з Джейсоном Маклелланом та іншими дослідниками з Техаського університету в Остіні трансплантувала стабілізуючі мутації білка S SARS-CoV у білок шиповидних відростків SARS-CoV-2. Ця група була частиною команди Національного інституту охорони здоров'я, яка допомогла визначити структуру білка шиповидних відростків SARS-CoV-2 за допомогою кріогенної електронної мікроскопії. Її попередні дослідження показали, що матрична РНК (мРНК), що кодує білок S, може бути використана для збудження імунної відповіді для виробництва захисних антитіл проти коронавірусної хвороби 2019.
Для виробництва та тестування вакцини проти COVID-19 команда Корбеттаспівпрацювала з біотехнологічною компанією Moderna щоб швидко розпочати дослідження на тваринах. Згодом вакцина потрапила на першу фазу клінічних досліджень лише через 66 днів після оприлюднення послідовності вірусу. Дослідження, яке мало проводитись щонайменше на 45 осіб, є дослідженням підвищення дози у вигляді двох ін'єкцій, проведених через 28 днів. У грудні 2020 року директор Інституту Ентоні Фаучі сказав: «Кіззі — афроамериканська вчена, який знаходиться в авангарді розробки вакцини». У представленні її в Time Фаучі написав, що Корбетт «була центральною в розробці мРНК-вакцини „Moderna“ та терапевтичного моноклонального антитіла компанії „Eli Lilly“, які першими почали клінічні дослідження в США», і що «її робота матиме суттєвий вплив на припинення найгіршої пандемії респіраторних захворювань за більш ніж 100 років». Робота Корбетт дала їй можливість стати частиною команди Національного інституту здоров'я, яка приймала Дональда Трампа в Дослідницькому центрі вакцин Дейла та Бетті Бамперс у березні 2020 року. Коли її запитали про її участь у розробці вакцини проти COVID-19, Корбетт сказала: «Жити в цей момент, коли я маю можливість працювати над чимось, що має неминуче глобальне значення… для мене це просто сюрреалістичний момент». Корбетт сказала, що вона плакала, коли результати ефективності показали, що вакцина mRNA-1273 Moderna спрацювала.

### Публічні заяви щодо COVID-19
Корбетт закликав громадськість бути обережними та поважати одне одного під час пандемії COVID-19, пояснюючи, що регулярне миття рук і чхання в лікоть можуть допомогти мінімізувати поширення вірусу. Вона також підкреслила, що ми не повинні стигматизувати людей, які можуть бути вихідцями з регіонів, звідки почалася епідемія.
Корбетт працювала над тим, щоб відновити довіру серед груп населення, які вагаються щодо вакцинації, зокрема афроамериканців. Зокрема, у жовтні 2020 року вона представила інформацію про розробку вакцини проти COVID-19 для групи «Black Health Matters». Її раса була в центрі уваги уряду; після того, як опубліковане дослідження показало, що лише 14 % темношкірих американців вірять, що вакцина проти COVID-19 буде безпечною, директор Національного інституту алергії та інфекційних захворювань Ентоні Фаучі був чітким: «перше, що ви можете сказати моїм афроамериканським братам і сестрам, це що вакцину, яку ви збираєтеся приймати, розробила афроамериканка».

### Суперечливі твіти
У травні 2020 року газета «The Washington Post» повідомила, що Корбетт піддавалася ретельній перевірці за твіти, які скаржилися на брак різноманітності в робочій групі Білого дому з боротьби з коронавірусом, а також за її відповіді на інші твіти про дані про те, що афроамериканці непропорційно помирають від вірусу. Відповідаючи на твіт, у якому хтось інший стверджував, що вірус «це спосіб позбутися нас», Корбетт відповів: «Дехто зайшов настільки далеко, що назвав це геноцидом. Я стану п'ятою». Ведучий новин Fox News Такер Карлсон прочитав кілька твітів Корбетт у своєму шоу, звинувативши її в «розповсюдженні божевільних теорій змови». В іншій статті «Fox News» говориться, що вона «дотримується вражаюче невимушеного та конспірологічного тону». Після суперечки Корбетт скоротила використання соціальних мереж і перестала з'являтися на телебаченні. Професор Південного Техаського університету Роберт Буллард і президент Національної медичної асоціації (організація темношкірих лікарів) Олівер Брукс в цілому захищали Корбетт, хоча Брукс висловив занепокоєння з приводу її твіту про геноцид, сказавши: «Це суб'єктивно. Я б не хотів би так висловлюватися. Я справді в це не вірю. Ми вмираємо з більшою швидкістю, але … цей вираз просто не підходить».

## Академічна діяльність
Корбетт регулярно ділиться інформацією в твіттері і бере участь у програмах, щоб надихнути молодь у незахищених громадах.

## Відзнаки
- Товариство пошани Університету Північної Кароліни імені Френка Портера Грема[44]
- 2002—2004: Американське хімічне товариство, проект SEED в Унівеситеті Північної Кароліни в Чапел-Гілл[45][46]
- 2006: Національний інститут охорони здоров'я, стипендія бакалавра Національного інституту охорони здоров'я[47]
- Університет штату Меріленд в Балтиморі, стипендіат Меєргофа[34]
- 2013: Третя панамериканська дослідницька мережа денге, нагорода за поїздки[48]
- 2020: Співодержувач премії «Золота гуска» разом з Барні Гремом, Еммі де Віт і Вінсентом Манстером за видатні досягнення у дослідженнях, що фінансуються з федерального бюджету[49]
- 2021: Виділено журналом Time у списку 2021 «Time100 Next» у категорії « Новатори»[13]
- На знак визнання її роботи над вакциною округ Оріндж у Північній Кароліні оголосив 12 січня 2021 року «Днем доктора Кіззі Корбетт».[50][51]
- 2022: Почесний національний лауреат, Жінка року за версією «USA TODAY»[52]

## Вибрані праці та публікації
- Corbett, Kizzmekia Shanta (серпень 2014). Characterization of Human Antibody Responses to Dengue Virus Infections in a Sri Lankan Pediatric Cohort (Дипломна робота). Chapel Hill, NC: University of North Carolina at Chapel Hill Graduate School. doi:10.17615/ajjc-6r57. (англ.)
- Corbett, Kizzmekia S.; Katzelnick, Leah; Tissera, Hasitha; Amerasinghe, Ananda; de Silva, Aruna Dharshan; de Silva, Aravinda M. (15 лютого 2015). Pre-existing Neutralizing Antibody Responses Distinguish Clinically Inapparent and Apparent Dengue Virus Infections in a Sri Lankan Pediatric Cohort. The Journal of Infectious Diseases. 211 (4): 590—599. doi:10.1093/infdis/jiu481. PMC 4375390. PMID 25336728. (англ.)
- Kirchdoerfer, Robert N.; Cottrell, Christopher A.; Wang, Nianshuang; Pallesen, Jesper; Yassine, Hadi M.; Turner, Hannah L.; Corbett, Kizzmekia S.; Graham, Barney S.; McLellan, Jason S.; Ward, Andrew B. (2 березня 2016). Pre-fusion structure of a human coronavirus spike protein. Nature (англ.). 531 (7592): 118—121. Bibcode:2016Natur.531..118K. doi:10.1038/nature17200. ISSN 1476-4687. PMC 4860016. PMID 26935699.
- Raut, Rajendra; Corbett, Kizzmekia S.; Tennekoon, Rashika N.; Premawansa, Sunil; Wijewickrama, Ananda; Premawansa, Gayani; Mieczkowski, Piotr; Rückert, Claudia; Ebel, Gregory D.; De Silva, Aruna D.; de Silva, Aravinda M. (2 січня 2019). Dengue type 1 viruses circulating in humans are highly infectious and poorly neutralized by human antibodies (PDF). Proceedings of the National Academy of Sciences. 116 (1): 227—232. Bibcode:2019PNAS..116..227R. doi:10.1073/pnas.1812055115. PMC 6320508. PMID 30518559. (англ.)
- Corbett, Kizzmekia S.; Moin, Syed M.; Yassine, Hadi M.; Cagigi, Alberto; Kanekiyo, Masaru; Boyoglu-Barnum, Seyhan; Myers, Sky I.; Tsybovsky, Yaroslav; Wheatley, Adam K.; Schramm, Chaim A.; Gillespie, Rebecca A.; Shi, Wei; Wang, Lingshu; Zhang, Yi; Andrews, Sarah F.; Joyce, M. Gordon; Crank, Michelle C.; Douek, Daniel C.; McDermott, Adrian B.; Mascola, John R.; Graham, Barney S.; Boyington, Jeffrey C.; Subbarao, Kanta (26 лютого 2019). Design of Nanoparticulate Group 2 Influenza Virus Hemagglutinin Stem Antigens That Activate Unmutated Ancestor B Cell Receptors of Broadly Neutralizing Antibody Lineages. mBio. 10 (1). doi:10.1128/mBio.02810-18. PMC 6391921. PMID 30808695. (англ.)
- Rosen, Osnat; Chan, Leo Li-Ying; Abiona, Olubukola M.; Gough, Portia; Wang, Lingshu; Shi, Wei; Zhang, Yi; Wang, Nianshuang; Kong, Wing-Pui; McLellan, Jason S.; Graham, Barney S.; Corbett, Kizzmekia S. (березень 2019). A high-throughput inhibition assay to study MERS-CoV antibody interactions using image cytometry. Journal of Virological Methods. 265: 77—83. doi:10.1016/j.jviromet.2018.11.009. PMC 6357230. PMID 30468747. (англ.)
- Wang, Nianshuang; Rosen, Osnat; Wang, Lingshu; Turner, Hannah L.; Stevens, Laura J.; Corbett, Kizzmekia S.; Bowman, Charles A.; Pallesen, Jesper; Shi, Wei; Zhang, Yi; Leung, Kwanyee; Kirchdoerfer, Robert N.; Becker, Michelle M.; Denison, Mark R.; Chappell, James D.; Ward, Andrew B.; Graham, Barney S.; McLellan, Jason S. (24 вересня 2019). Structural Definition of a Neutralization-Sensitive Epitope on the MERS-CoV S1-NTD. Cell Reports. 28 (13): 3395—3405.e6. doi:10.1016/j.celrep.2019.08.052. PMC 6935267. PMID 31553909. (англ.)
- Boyoglu-Barnum, Seyhan; Hutchinson, Geoffrey B.; Boyington, Jeffrey C.; Moin, Syed M.; Gillespie, Rebecca A.; Tsybovsky, Yaroslav; Stephens, Tyler; Vaile, John R.; Lederhofer, Julia; Corbett, Kizzmekia S.; Fisher, Brian E.; Yassine, Hadi M.; Andrews, Sarah F.; Crank, Michelle C.; McDermott, Adrian B.; Mascola, John R.; Graham, Barney S.; Kanekiyo, Masaru (7 лютого 2020). Glycan repositioning of influenza hemagglutinin stem facilitates the elicitation of protective cross-group antibody responses. Nature Communications. 11 (1): 791. Bibcode:2020NatCo..11..791B. doi:10.1038/S41467-020-14579-4. PMC 7005838. PMID 32034141. (англ.)
- Wrapp, Daniel; Wang, Nianshuang; Corbett, Kizzmekia S.; Goldsmith, Jory A.; Hsieh, Ching-Lin; Abiona, Olubukola; Graham, Barney S.; McLellan, Jason S. (13 березня 2020). Cryo-EM Structure of the 2019-nCoV Spike in the Prefusion Conformation. Science. 367 (6483): 1260—1263. Bibcode:2020Sci...367.1260W. doi:10.1126/science.abb2507. PMC 7164637. PMID 32075877. (англ.)